# Улица Гнидаша (Чернигов)
Улица Гнидаша (укр. Вулиця Гнідаша) — улица в Новозаводском районе города Чернигова. Пролегает от тупика до улицы Промышленная.
Нет примыкающих улиц.

## История
2-й переулок Суворова был проложен между улицами Суворова (без проезда) и Промышленной в начале 1950-х годов. Был застроен индивидуальными домами.   
В связи с упорядочиванием наименований улиц города, в 1981 году улица получила современное название — в честь Героя Советского Союза Кузьмы Савельевича Гнидаша.

## Застройка
Улица пролегает в юго-западном направлении. Парная и непарная стороны улицы заняты усадебной застройкой.
Учреждения: нет.
Есть ряд рядовых исторических зданий, что не являются памятниками архитектуры или истории: усадебные дома №№ 16, 17.